# Aeroporto Central

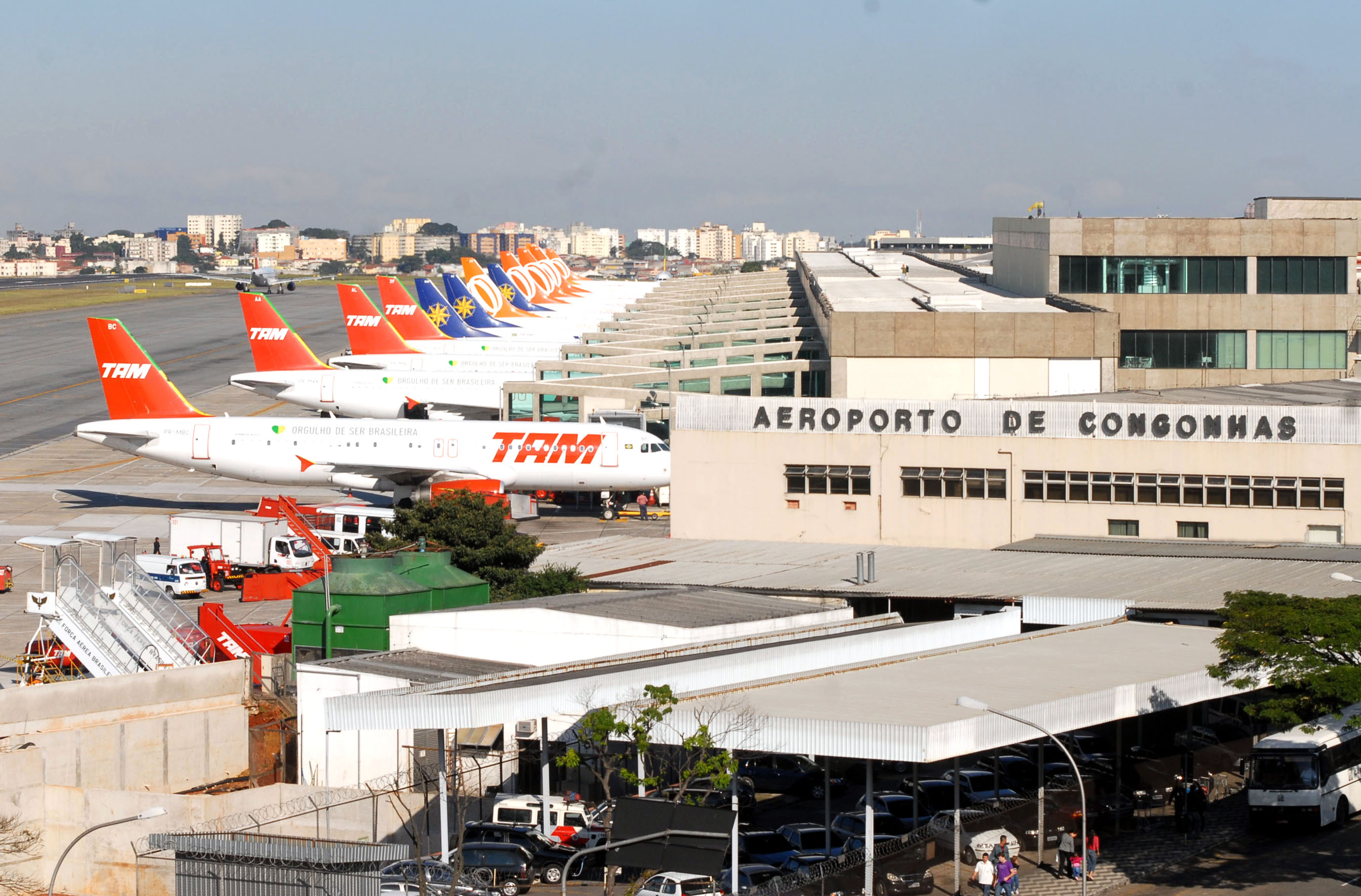
Aviões estacionados no Aeroporto de Congonhas.

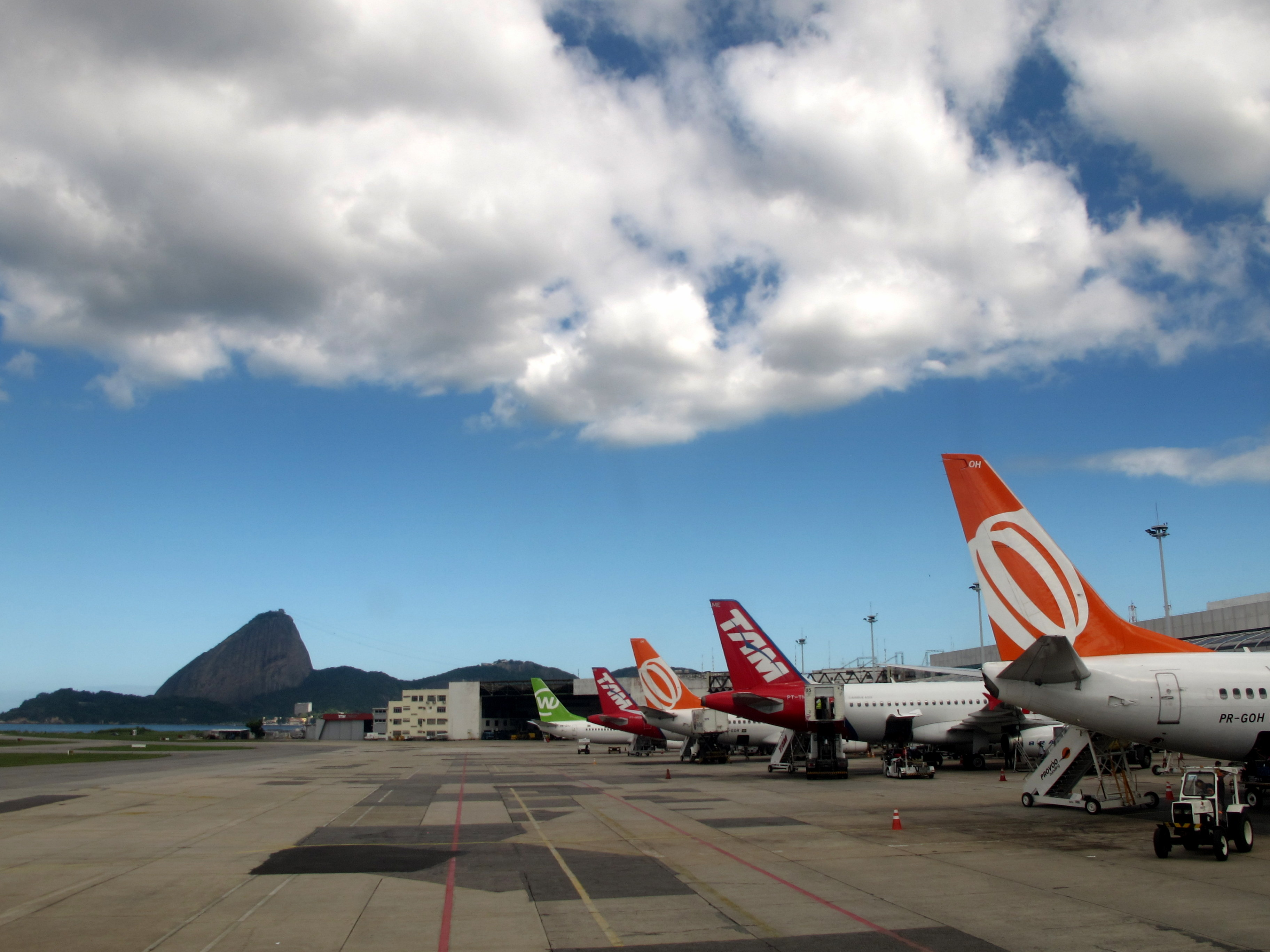
Pátio de aeronaves do Aeroporto Santos Dumont.

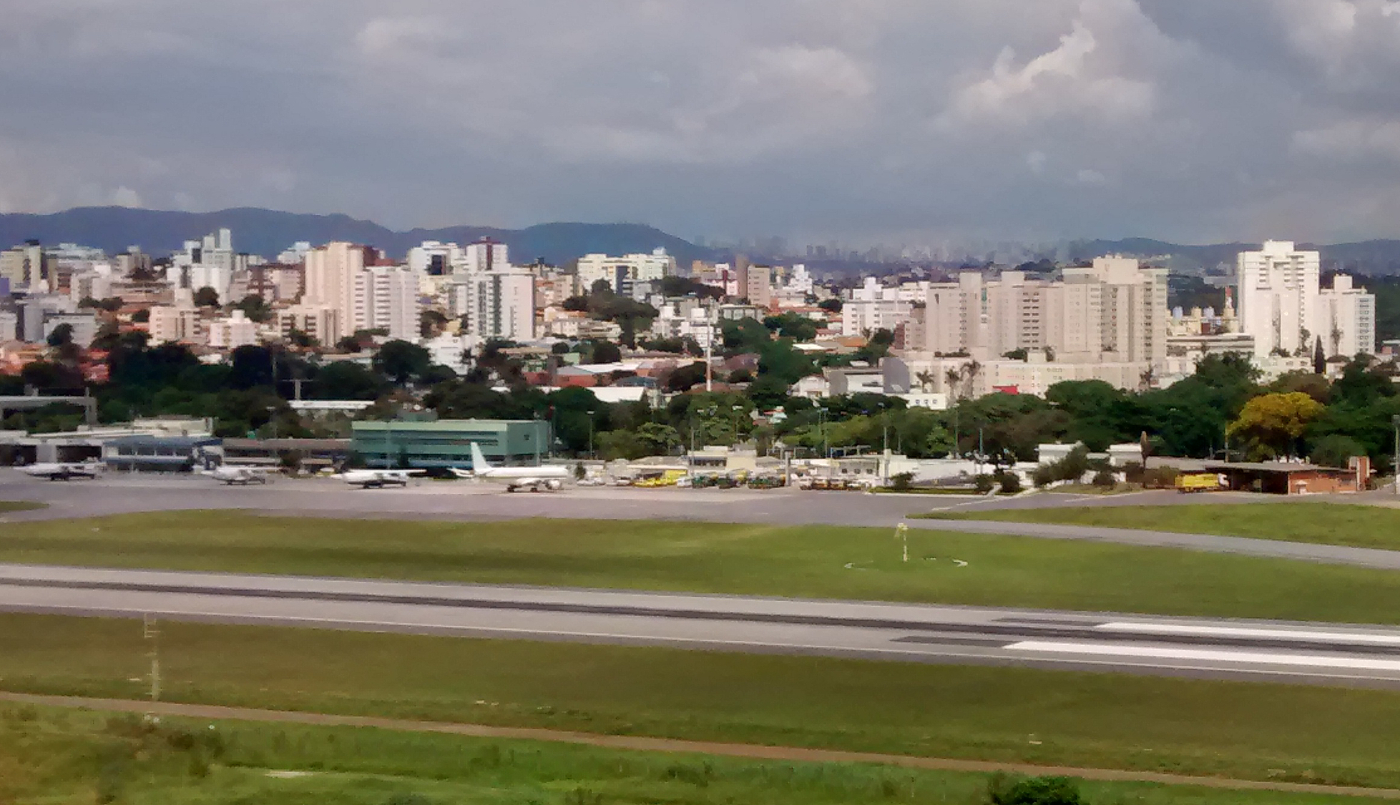
Vista para o pátio Sul do Aeroporto da Pampulha.

No Brasil, Aeroporto Central é um termo comumente usado para se referir a um tipo de aeroporto comercial localizado inteiramente dentro da área urbana, cuja localização é mais próxima ao centro de cidade servida por esse aeroporto. Geralmente, as cidades que tem esse tipo de aeroporto em funcionamento possuem também um aeroporto maior e mais bem equipado localizado fora do município, atendendo os voos de longa duração, as rotas internacionais e também os voos cargueiros. Por outro lado, os Aeroportos Centrais funcionam sob várias restrições dada sua saturação e impossibilidade de ampliação estrutural por falta de espaço. Essas restrições podem ser de horário, em função do ruído em áreas residenciais, de tipos de aeronaves, em função das limitações técnicas do aeroporto, ou ainda restrições de número de passageiros, por falta de espaço no terminal.
Estes aeroportos se caracterizam por ter suas operações voltadas preferencialmente para operação de  voos  de  curta e média distância, atendendo principalmente um perfil executivo de usuários que procuram ganhar tempo em viagens a negócios entre entre os principais centros econômicos do país. A Ponte aérea Rio-São Paulo é um exemplo da principal utilidade dos aeroportos centrais. Essa é a rota mais movimentada do país, ligando os dois maiores centros do Brasil, transportando aproximadamente 4 milhões de passageiros anualmente entre o Aeroporto Santos Dumont, no Rio de Janeiro e o Aeroporto de Congonhas, em São Paulo.
Se enquadram atualmente no perfil de Aeroporto Central os aeroportos de Congonhas, na zona sul de São Paulo; Santos Dumont, no centro do Rio de Janeiro; e Pampulha, na região de mesmo nome em Belo Horizonte. Esses três aeroportos são alguns dos mais antigos do Brasil e são os que inauguraram as primeiras rotas comerciais no país: Congonhas e Santos Dumont foram inaugurados no ano de 1936 quando foi criada a primeira linha comercial entre São Paulo e Rio de Janeiro, e o Aeroporto da Pampulha inaugurado em 1933 por militares, que teve sua primeira linha comercial a partir de 1937, ligando Belo Horizonte ao Rio de Janeiro.